# Polynema crassicorne
Polynema crassicorne is een vliesvleugelig insect uit de familie Mymaridae. De wetenschappelijke naam is voor het eerst geldig gepubliceerd in 1847 door Förster.